# Marie Siegling
Marie Regina Siegling (7 février 1824 - 2 janvier 1920) est une compositrice, chanteuse amateur et harpiste américaine.

## Biographie
Marie Siegling naît à Charleston, Caroline du Sud, le 7 février 1824, fille aînée de l'immigrant prussien Johann Zacharias Siegling et de son épouse Mary Schnierle. Johann Siegling était un luthier et éditeur de musique qui a fondé la Siegling Music House en 1819,. Marie Siegling a très probablement commencé ses études musicales auprès de sa mère.
Siegling fait ensuite ses études en Europe et mène une carrière de musicienne et de compositrice. En 1844, elle voyage avec son père à La Havane où il avait un magasin de musique appelé Siegling & Vallote. Ils restent à Cuba trois mois durant lesquels elle chante sous le nom de Jenny Lind de Charleston. Plus tard dans l'année, Siegling se rend à Paris pour étudier la musique. Lors d'une tournée en Europe, elle rencontre le professeur de littérature Eduard Schuman LeClercq qu'elle épouse en 1850. Siegling déménage avec son mari à Paris et met fin à sa carrière d'interprète. Ils auront cinq enfants,.
Pendant son séjour en Europe Marie a des contacts avec plusieurs de ses plus grands compositeurs et musiciens. Elle écrit dans ses mémoires : « J'ai rencontré de nombreux artistes et auteurs distingués, parmi lesquels Wagner, Schröder-Devrient, Liszt, Schumann. Là, j'ai aussi assisté à la première représentation de Tannhäuser et Lohengrin, dirigée par le grand Maître Richard Wagner, qui a pris la baguette. » Sa propre composition, Souverain de la Saxe, est dédiée à Sa Majesté, Marie, Reine de Saxe.
Siegling a publié un mémoire intitulé Mémoires d'une douairière en 1908 sous le nom de Mary Regina Schuman LeClercq. Son plus jeune frère était Rudolph Septimus Siegling (en), un officier confédéré et plus tard un éminent avocat à Charleston. Les documents relatifs à la famille sont conservés à l'Université de Caroline du Sud.
Elle meurt le 2 janvier 1920 à Nice.

## Œuvres

### Littéraires
- Mémoires d'une douairière : 20 décembre 1908 sous le nom de Mary Regina Schuman Le Clercq.

### Musicales
- La capricieuse
- La gracieuse
- Souvenir de Charleston, valse originale
- Souvenir de la Saxe
- Souvenir de la Saxe, valse
- Le rappel : reviens oh viens ! pour voix et piano